# Mercy for None
Mercy for None (광장?, 廣場?, GwangjangLR; lett. "Piazza") è una serie televisiva sudcoreana distribuita da Netflix il 6 giugno 2025, tratta dall'omonimo webtoon di Oh Se-hyung e Kim Gyun-tae.

## Trama
A seguito di un incidente, Nam Gi-jun abbandona la banda criminale di cui fa parte, ma è costretto a tornare nel mondo del crimine undici anni dopo per scoprire la verità sull'omicidio di suo fratello minore Gi-seok e vendicarsi.

## Personaggi e interpreti
- Nam Gi-jun, interpretato da So Ji-sub
- Lee Joo-won, interpretato da Huh Joon-ho
- Gu Bong-san, interpretato da Ahn Gil-kang
- Sim Sung-won, interpretato da Lee Beom-soo
- Gu Jun-mo, interpretato da Gong Myung
- Lee Geum-son, interpretato da Choo Young-woo
- Choi Sung-cheol, interpretato da Jo Han-chul